# كرب (عين العرب)
كرب  قرية سوريّة تتبع إداريّاً لمحافظة حلب منطقة عين العرب ناحية مركز عين العرب، بلغ تعداد سكانها 51 نسمة حسب التعداد السكاني لعام 2004.